# Иртен
Иртен — река в Республике Алтай России. Устье реки находится в 18 км по левому берегу реки Кадрин. Длина реки составляет 11 км. Левые притоки — Талдуоюк и Талдыкобы.

## Данные водного реестра
По данным государственного водного реестра России относится к Верхнеобскому бассейновому округу, водохозяйственный участок реки — Катунь, речной подбассейн реки — Бия и Катунь. Речной бассейн реки — (Верхняя) Обь до впадения Иртыша.